# Heinz Wunderlich (Schriftsteller)
Heinz Wunderlich (* 25. August 1907 in Leipzig; † 3. Oktober 1990) war ein deutscher Mediziner und Bühnenschriftsteller. 
Sein Werk, das zum Teil internationale Erfolge feierte, umfasst Schauspiele, Grotesken, Kinderstücke und Musicals. 
Zu seinen bekanntesten Werken zählen Musicals wie Prairie Saloon (1958), ein Volkstheater-Stück, das zweimal für das Fernsehen verfilmt wurde und mit dem u. a. Freddy Quinn auf Tournee ging. Mit Heinz Erhardt und Hanne Wieder war es auch auf Schallplatten erfolgreich. Auch das Kriminalmusical Wonderful Chicago, zu dem Charly Niessen die Musik schrieb, war insbesondere in der gleichsam für die Schallplatte dokumentierten Aufführung mit Edith Hancke erfolgreich. Mit dem Komponisten Franz Josef Breuer schrieb Wunderlich ab 1970 zudem einige vielgespielte Kindermusicals.
Das auf Wunderlich zurückgehende plattdeutsche Stück Kiek mol wedder in ist seit Jahren ein Dauerbrenner auf niederdeutschen Bühnen, wie auch das Musical Der schönste Mann auf der Reeperbahn ein großer Erfolg des Ohnsorg-Theaters war.